# 32938 Іванопачі
32938 Іванопачі (32938 Ivanopaci) — астероїд головного поясу, відкритий 15 жовтня 1995 року.
Тіссеранів параметр щодо Юпітера — 3,221.